# Monomelangium pullingeri
Monomelangium pullingeri là một loài thực vật có mạch trong họ Woodsiaceae. Loài này được (Baker) Tagawa miêu tả khoa học đầu tiên năm 1936.